# Танок у Буживалі
Танок у Буживалі (фр. Le Bal à Bougival) — картина, яку створив П'єр-Оґюст Ренуар 1883 року в двох варіантах. Зберігаються в Сполучених Штатах.

## Про французьке слово «бал»
Французьке слово «бал» має декілька значень. Бал — це і вечірка з сусідками в провулку бідняцького району, і танці в коледжі восени, і великосвітська зустріч багатіїв з музикою, танцями і амбітною демонстрацією модного одягу і коштовностей. Але слово бал перетнуло кордони точного значення і набуло метафоричності, коли певні слова та словосполучення розкривають сутність одних явищ та предметів через інші за схожістю чи контрастністю. В мові французів є вираз — «на балу у долі», що метафорично позначає життєвий шлях людини. Але ж зрозуміло, що доля може були вдалою, а може — і невдалою, і драматичною, і сумною для багатьох. Як то у поета Володимира Ящука: У сумній холодниці палати,
Де недуг і страждань каламуть,
А надій і жадань — ані цяти.
Так, словом «Бал» в 20 столітті назвали і виставу експериментального театру про дешевий танцзаклад в Парижі, де через музику і танок різних десятиліть розповіли про долі відвідувачів дешевого закладу. Експериментальна вистава (з повною відмовою від діалогів персонажів) була перенесена на кіноплівку кінорежисером Етторе Скола 1983 року і стане фільмом з тою ж назвою, що мав широкий розголос і успіх у глядачів.

## Історія створення
Якщо дотримуватись точного перекладу назви картини, то вона «Бал у Буживалі». Але який там «бал», коли за життя Клода Моне, Альфреда Сіслея та Ренуара — Буживаль був звичайним селом, передмістям французької столиці, де розвіювали нудьгу невизнані художники і не дуже заможні містяни з тимчасовими подружками у дешевих сукнях. Балом віє лише від єдиної картини Ренуара — «Танок у місті» з зображенням елегантної пари. Але на тому балу ніяк нема місця самому Ренуару як учаснику. Він лише бідний свідок чужого свята багатіїв і цілком свій тільки в сільському Буживалі.
Для дівчини в картині позувала Сюзанна Валадон, дівчина-безбатченко з Монмартра, що пройшла шлях поневірянь і злиднів, працюючи нянькою, наймичкою, торговкою овочами. Привабливу дівчину помітили художники і вона стане натурницею для Пюві де Шаванна, Ренуара, Тулуз-Лотрека, а для декотрих і подружкою, і тимчасовою коханкою.

## Опис твору

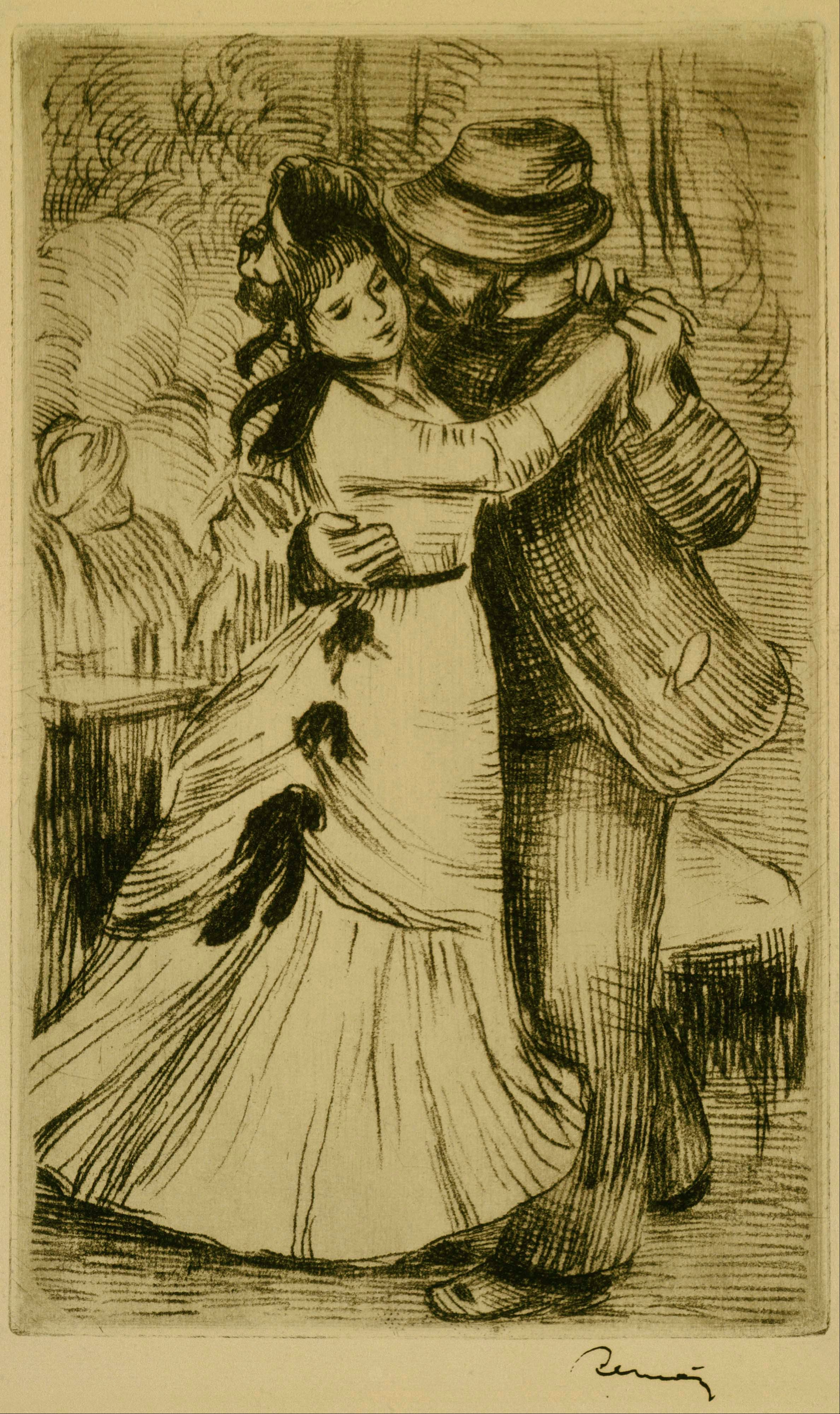
Ренуар. Малюнок до композиції. Збірка Філіпс, США.

На засміченій підлозі маленького і невибагливого, сільського ресторанчика нешвидко рухається в танці пара — дівчина в світлій фіалковій, майже білій, сукні з ситцю та кавалер в простенькому одязі і грубих черевиках. Обличчя дівчини повернуте до глядача і добре вимальоване в оточені червоного капелюшка. Воно — психологічний центр картини. Партнер дозволив собі і пристрасний погляд, і, ймовірно, нахабний комплімент, що засмутило дівчину. Це вже відкритий флірт і наступ від партнера, на який ще не відповіла дівчина. Обличчя бородатого кавалера майже повністю прикрите солом'яним капелюхом, тому неможливо точно вказати, хто саме позував для нього, син володаря ресторанчика Іпполіт-Альфонс Фурнез чи Поль Лот. Останній, як і молодий Ренуар, був гульвіса та шукач пригод і нових подружок. Неподалік — дешевий стіл з кухлями пива і невибагливим товариством під деревами. Художник наче нашвидкоруч виписав молодь під деревами, бо більше зосереджений на кружляннях пари на першому плані.
Картина Ренуара, де ще не було подано драматичної кінцівки стосунків і розчарувань, справила добре враження і на саму Сюзанну. Вона умовила художника створити ще один варіант твору, де портретність моделі подана більш точно.

## Продовження галантної традиції

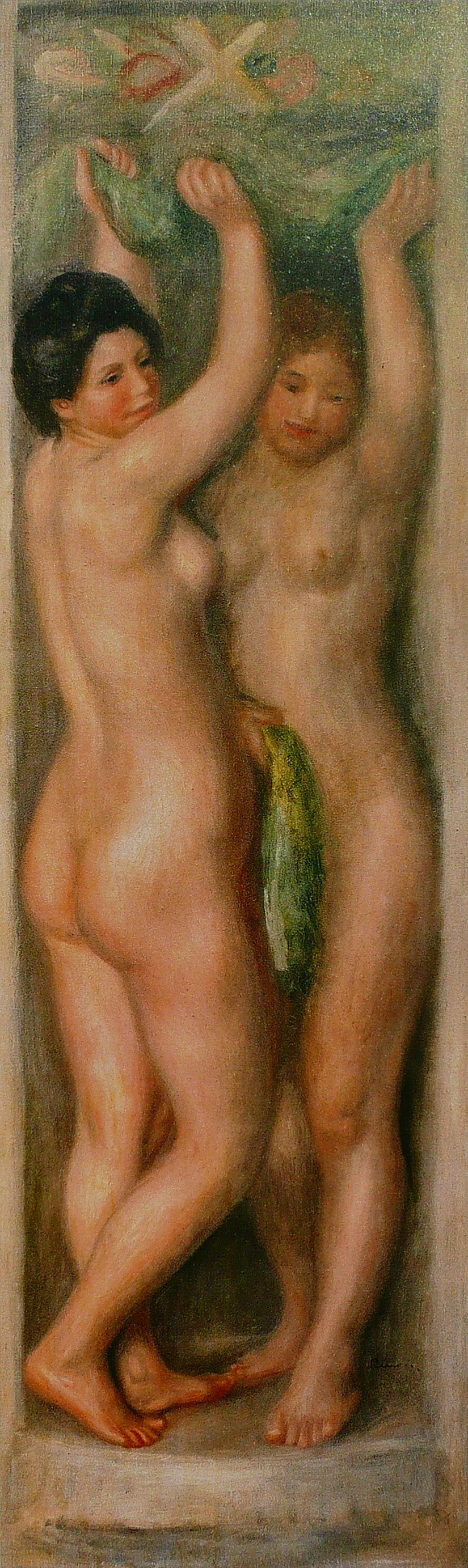
«Каріатиди», 1897, Музей Ренуара, Каньє-сюр-Мер.

Галантні сцени з парами молодят в парковому оточенні — залюбки створював ще Антуан Ватто (1684—1721). Нескладні за сюжетами, картини Ватто приваблювали і багатством неяскравого колориту, і широким діапазоном почуттів персонажів, і нетиповими для доби сюжетами, серед яких «Серенада», « Непристойна пропозиція», «Примхлива партнерка», «Пані шукає пригод», «Відбуття закоханих на острів Кіферу». Нетиповість сюжетів була настільки помітною, що поважне журі Академії мистецтв, надаючи Антуану Ватто звання академіка, було вимушене віднайти нову позначку для його картин — «галантні свята».
Картини жанру «галантні свята» прийшлися до душі привілейованим верствам населення Франції доби рококо. І після смерті Ватто тематику розробляли П'єр Антуан Кійяр (1701—1733), Жак де Лажу молодший(1686—1761) та інші. Найталановитішим серед послідовників Ватто був Жан-Оноре Фраґонар, що привніс в твори середини 18 століття і сміливість сюжетів і техніки, і непристойну еротику. На новому етапі в другій половині 19 ст. «галантні свята» відроджуються в картинах Ренуара, бо перегукування крізь десятиліття мають навіть назви картин останнього («Бал в Мулен де ла Ґалетт», «Сніданок у солом'яних брилях»). Ренуар добре знав картини Ватто, адже годинами копіював картини старих майстрів в Луврі, заробляючи собі на життя та фарби і пензлі. Знав він і твори школи Фонтенбло, про що свідчить пізній твір художника «Каріатиди».

## Див. також

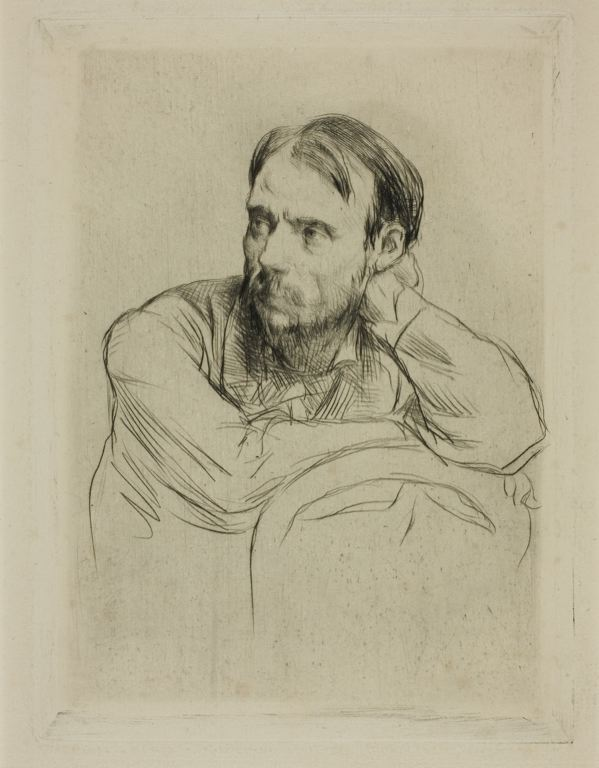
Худ. Марселен Дебутен. «Портрет Ренуара», 1877, гравюра.